# Rohoznice (ort i Tjeckien, Pardubice)
Rohoznice är en ort i Tjeckien.   Den ligger i regionen Pardubice, i den centrala delen av landet, 90 km öster om huvudstaden Prag. Rohoznice ligger 234 meter över havet och antalet invånare är 254.
Terrängen runt Rohoznice är platt.Runt Rohoznice är det tätbefolkat, med 659 invånare per kvadratkilometer. Närmaste större samhälle är Hradec Králové, 15,1 km nordost om Rohoznice. Runt Rohoznice är det i huvudsak tätbebyggt.